# St Ives, Cornwall

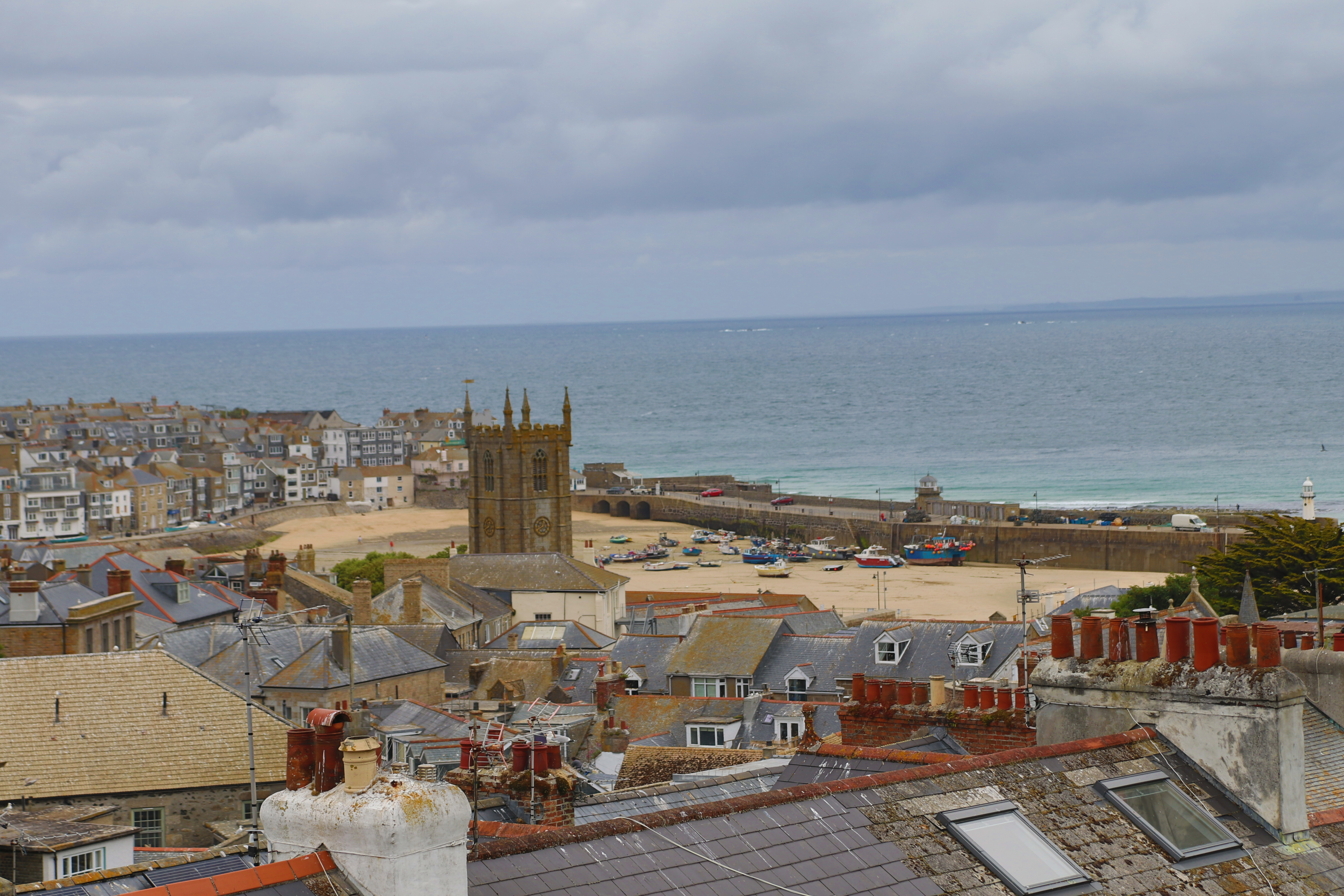
Sf. Ives Cornwall

St Ives (Limba cornică: Porth Ia) este un oraș în comitatul Cornwall, regiunea South West, Anglia. Orașul se află în districtul Penwith.